# 敦子のあしたは
『敦子のあしたは』（あつこのあしたは）は、原作：吉田とし、作画：いがらしゆみこによる日本の漫画作品。吉田としの小説『この花の影』を原作としている。
『なかよし』（講談社）にて1974年1月号から同年7月号まで連載された。全7話。単行本は同社の講談社コミックスなかよしより全1巻。同レーベル創刊時に刊行された作品のひとつである。

## 登場人物
敦子（あつこ）
主人公。中学生。美術部に所属。
加賀 涼
敦子の所属する美術部の先輩。

## 書誌情報
- いがらしゆみこ・吉田とし『敦子のあしたは』講談社〈講談社コミックスなかよし〉、全2巻
  1. 1974年12月10日第1刷発行
  2. 1974年12月10日第1刷発行

表題作のほか、第1巻には「むすめよ話してやろう」が、第2巻には「千秋のあかね雲」がそれぞれ同時収録されている。
- いがらしゆみこ・吉田とし『敦子のあしたは』講談社〈講談社漫画文庫〉、全2巻（上下巻）
  1. 1977年3月第1刷発行[1]
  2. 1977年4月第1刷発行[2]